# 影森潤
影森 潤（かげもり じゅん）は、日本の作詞家・作家。

## 来歴
1957年6月26日生まれ。東京都出身。 
早稲田大学在学中から音楽事務所でアルバイトを始め、卒業後NHK番組「おかあさんといっしょ」等で作詞活動を始めNHKラジオ番組の脚本にも携わる。
岩崎宏美のアルバム「me too」で邦楽作詞家としてデビュー。

## 主な作詞提供
50音順
- 伊東ゆかり
  - 「Because you are(あなたがいるから)」　
  - 「想い出になれるなら」
  - 「ちょっとだけ Good-bye」
  - 「Twilight Kiss」
  - 「もう誰も愛さない」
  - 「またひとりぼっち」
  - 「この愛があれば」
- 井上昌己
  - 「さよならパラダイスビーチ」
  - 「Dear time」
- 岩崎宏美
  - 「I miss you so long(さよならもいいね)」　
  - 「私らしく」
  - 「Southern wind」
  - 「Dance with a loneliness」
- 内海美幸
  - 「Morning Smile」
  - 「Naturally」
- 神崎まき
  - 「アルバイト・デイズ」
  - 「とうとう東京」
  - 「Precious moment」
  - 「サヨナラだね〜Going Home」
  - 「雨のち、また晴れ」
- クールス（オリジナルクールス‘90）
  - 「Good-bye angel」
  - 「Venus」
  - 「あの日のグラフィティ」
- 小森田実
  - 「夢じゃないナイ」
  - 「君に恋した僕でいたい」
  - 「世界で一番のキス」
- 高杢禎彦（MOKU）
  - 「酒なんかいらねぇ」
  - 「遠くで I love you」
- chie umezawa
  - 「River of dreams」
- HOUND DOG
  - 「NO NAME HEROES」タイトル&コンセプト
- 藤谷美紀
  - 「Believe in myself」
  - 「君の涙ならいいよ」
  - 「友だちだもン」
  - 「グラデーション」
- Funky Fox
  - 「Face to face」
- 細川直美
  - 「好きになってもいいよね」
- 南こうせつ
  - 「愛は胸の中に」　
  - 「恋はいちどだけ」
- 宮沢りえ
  - 「いつか会える時まで」

## 主な童謡
- NHK教育テレビ「おかあさんといっしょ」
  - 「ふしぎだな」
  - 「キリンさんとキッス」
  - 「まいったんこぶた」
- 「心の画用紙」　NHK教育「僕の絵私の絵」主題歌
- 「コスモスワルツ」　キングレコード
- 「わいわいわい」　キングレコード